# Framus
 (juin 2023).

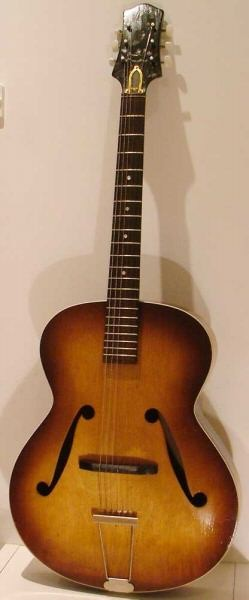
Une guitare Framus

Framus est une firme allemande de lutherie qui produit à partir de 1946, outre des violons, de nombreux instruments à cordes, en particulier des guitares. Disparue à la fin des années 1970, la marque est reconstituée en 1995 par le fabricant de basses Warwick.

## Histoire

### Origine
L'origine des guitares Framus se trouve dans le pays des Sudètes à Schönbach (aujourd'hui Luby, République tchèque), qui est avant la Seconde Guerre mondiale une capitale de la lutherie en Europe centrale. C’est près de cette ville, alors située en Bohême autrichienne, que le fondateur de Framus, Fred Wilfer, est né en 1917. 
En 1945, quand Fred Wilfer entend parler du plan allié d'expulsion de la population allemande de la région, alors susceptibles d'être frappées par les décrets Beneš, il prend contact avec les autorités de Bavière en vue d'organiser le transfert, en Allemagne de l'Ouest, des activités de lutherie de Schönbach. C'est ainsi qu'il fonde le 1er janvier 1946 à Erlangen la FRÄnkische MUSikinstrumentenerzeugung Fred A. Wilfer K.G., d'où le sigle « Framus ».

### Les guitares
À la fin des années 1950, la production de guitares acoustiques et électriques a énormément progressé en raison du succès des nouveaux groupes anglais comme les Beatles. L’augmentation des volumes de production nécessite la création, dès 1966, d’une deuxième usine à Pretzfeld situé à 25 km au nord de Bubenreuth. C’est à cette période que Framus devient le plus grand producteur de guitares en Europe, employant environ 300 ouvriers à la fin des années 1960. La firme s’impose alors comme un concurrent sérieux aux grandes marques américaines auxquelles elle n’a rien à envier tant sur le plan conceptuel que qualitatif.

### Philosophie et évolution

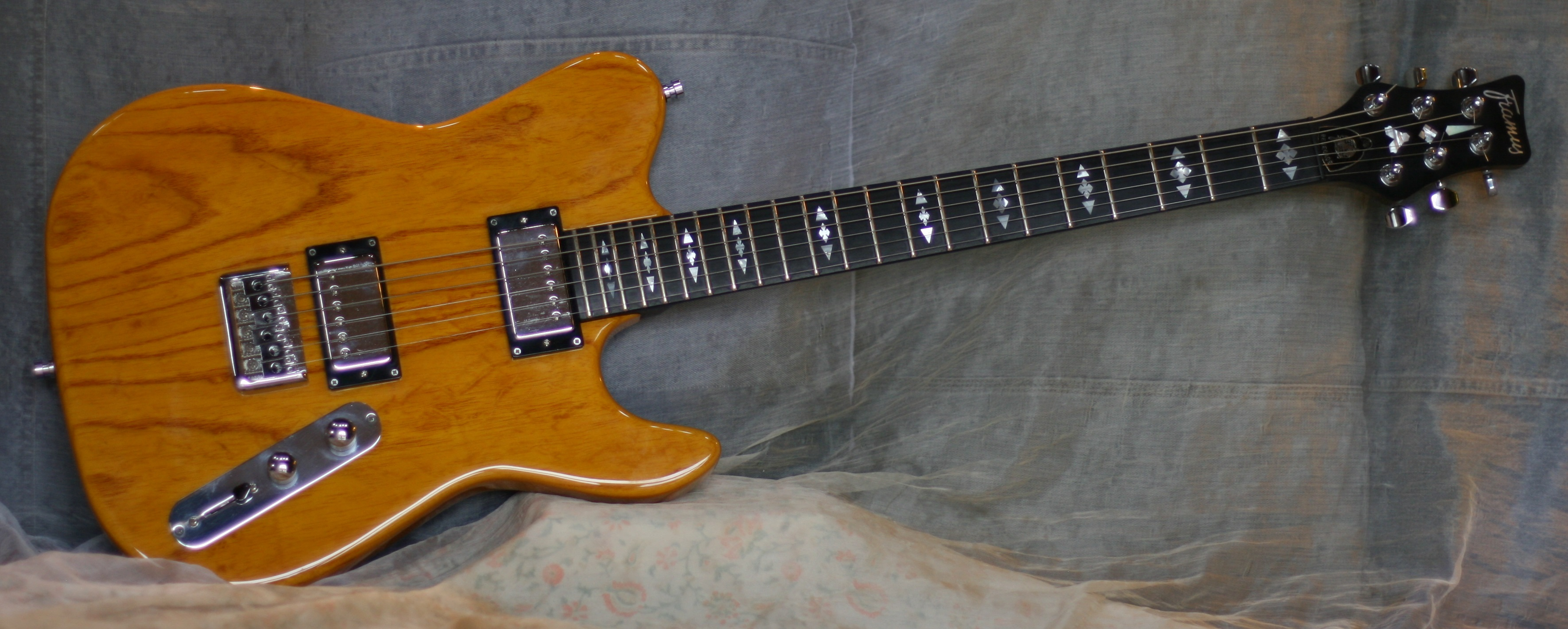
Framus Renegade Pro vue de face

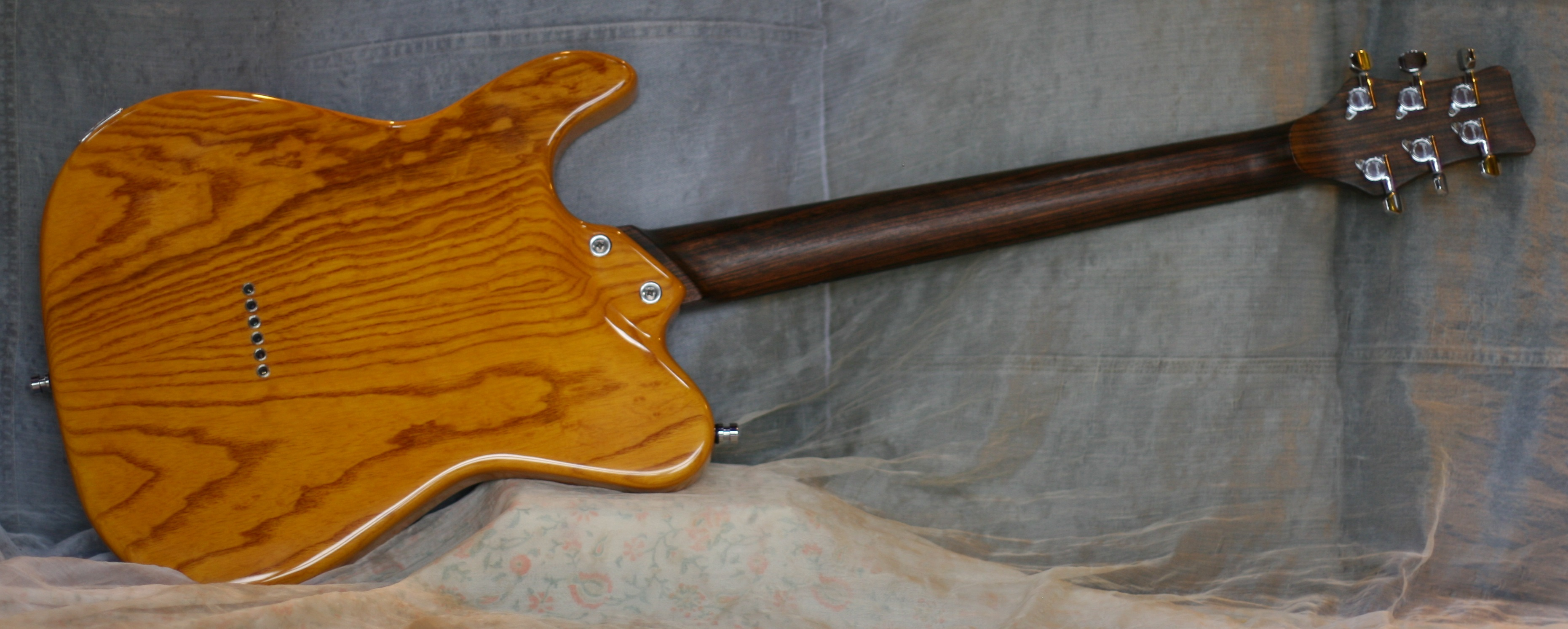
Framus Renegade Pro vue de dos

Dans une interview de 1966, Fred Wilfer résume son concept avec les mots suivants : « Il est non seulement important de produire des instruments au cours d'une longue période mais il est tout autant important de produire des clients ». Cette devise a trouvé un écho terrible dans les années suivantes.
La concurrence des sociétés japonaises associée à d'autres facteurs tant externes qu'internes conduisent Framus à la faillite à la fin de l’année 1974. Beaucoup d'aspects de l'histoire de Framus sont toujours obscurs car, à la suite de la faillite de la société, presque toutes les archives ont disparu.
Hans Peter Wilfer, le fils de Alfred Wilfer et, fondateur des productions de basses Warwick, relance la production de guitares de la marque Framus en 1995. La marque revient progressivement sur le devant de la scène avec des instruments originaux de grande qualité.
Alfred Andreas Wilfer est mort à Markneukirchen le 29 décembre 1996. Cependant, les guitares produites restent comme autant de témoins de ces glorieuses années au service de la musique populaire.

## Notoriété

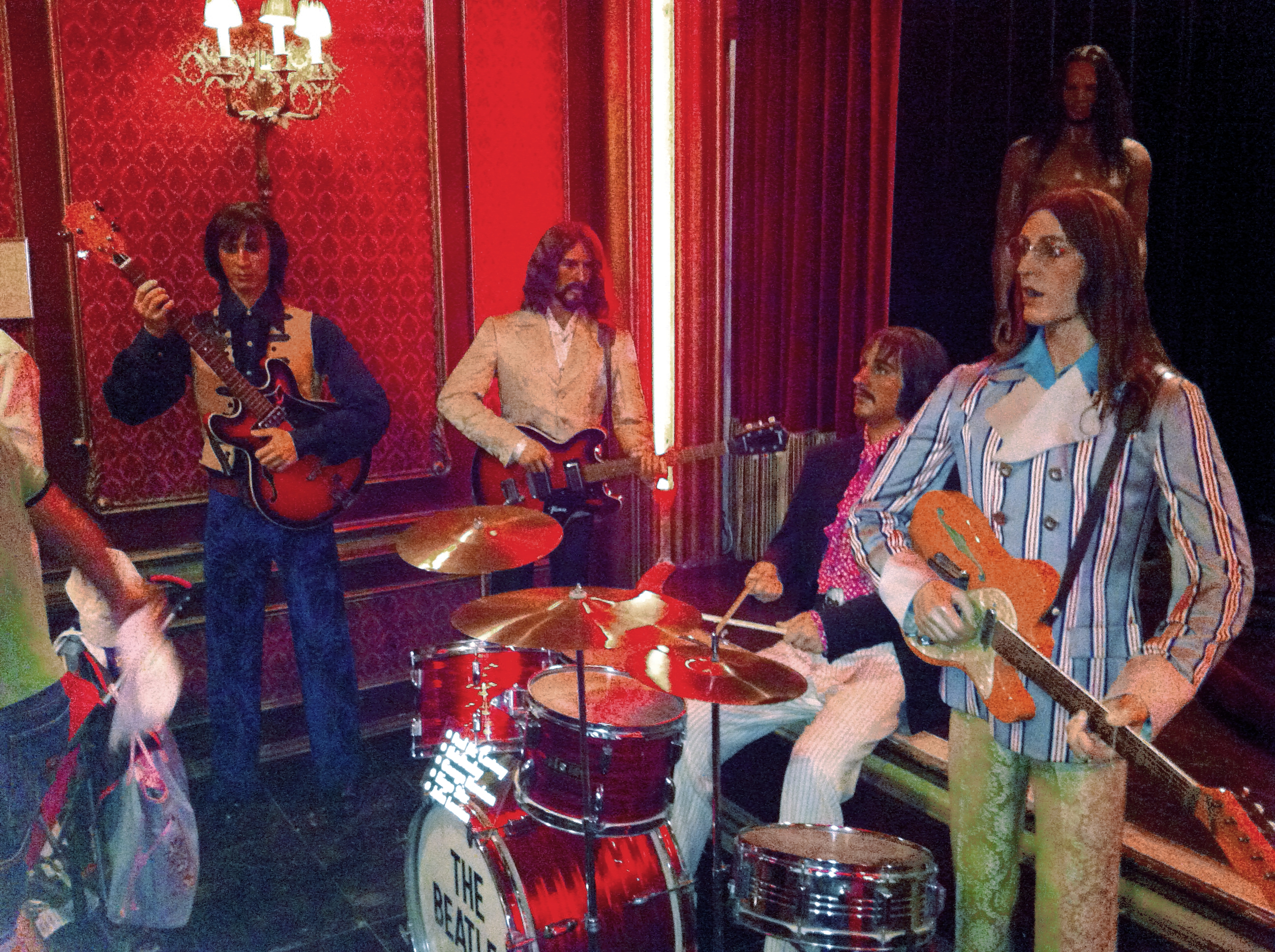
Statues de cire des Beatles dans le musée de cire de Madrid avec des guitares Framus.

Un des chapitres les plus intéressants de son histoire est le rapport entre Framus et les guitaristes stars qui adoptent la marque. La relation la plus ancienne et la plus longue entre Framus et un artiste est certainement celle avec Billy Lorento (pseudonyme de Bill Lawrence (en)) qui débute en 1953. Une collaboration très fructueuse voit aussi le jour peu de temps après avec Attila Zoller (en) qui fut, peut-être, le guitariste de jazz le plus reconnu de cette époque.
Cependant, les artistes les plus célèbres à utiliser les guitares Framus sont sans doute les Beatles. John Lennon achète une Framus Hootenanny douze-cordes en 1965, qui est également jouée par George Harrison.
Bill Wyman, le bassiste des Rolling Stones, signe un contrat de trois ans en 1964 pour la Framus Star Bass. Aux USA, Charlie Mingus et Jim Hall sont également sous contrats avec Framus.
Un modèle « signature » est créé pour le guitariste hollandais Jan Akkerman (en) en 1974. Celui-ci reste l'un des modèles de la marque le plus recherchés sur le marché du vintage.
Ritchie Blackmore (futur guitariste de Deep Purple et de Rainbow) se voit offrir à l'âge de onze ans une Framus acoustique par son père sur laquelle il plaque ses premiers accords. En France, Michel Polnareff utilise la marque et pose en couverture du 45 tours Miss Blue Jeans avec une Framus 12 cordes.